# Шри Ауробиндо
Шри Ауробиндо (на бенгалски: শ্রী অরবিন্দ, също Шри Оробиндо) е индийски революционер, философ, писател и духовен учител.
В периода 1902 – 1910 година се занимава активно с революционна дейност, прекарва година в затвора, където в килията получава поредица от духовни преживявания, променили посоката на живота му. След кратък политически устрем, в който става един от лидерите на ранното движение за независимост на Индия от Британско господство, Шри Ауробиндо се обръща към изследването на фините сфери на човешкото съществувание и като резултат от това се създава един нов духовен път, наречен от него интегрална йога. През 1910 г. той се установява в Пондичери и около него се оформя ашрам (духовна обител). В литературното приложение на Таймс пише за Ауробиндо:
| „ | Всъщност, той е нов тип мислител, който комбинира усърдието и готовността на Запада с просветеността на Изтока. Да изучавате неговите литературни произведения, означава да разширите границите на това, което имате като познание...Той е йогин, който пише, сякаш застанал изправен под звездите в компанията на небесните съзвездия. | “ |

Основната тема във визията на Шри Ауробиндо е еволюцията на съзнанието. С негови думи:
| „ | Човекът е в едно преходно съществувание. Той не е последен. Стъпката от човек до свръх-човек е следващото наближаващо осъществяване в еволюцията на земята. Неизбежно е, защото е едновременно стремежът на вътрешния дух, а и логиката на природните процеси. | “ |

Основните литературни произведения на Шри Ауробиндо са „Животът божествен“, „Синтезът на Йога“, „Тайната на Ведите“, „Есета върху Гита“, „Човешкият цикъл“, „Идеалът за човешко единство“, „Ренесанс в Индия и други есета“, „Супраменталното проявление на Земята“, „Бъдещата поезия“, „Мисли и афоризми“, „Савитри“, няколко тома с писма, и сборник-стихотворения.

## Биография

### Произход и младежки години (1872 – 1893)
Роден е на 15 август 1872 година в Калкута, Британска Индия, с името Ауробиндо Гхош (произнася се също и Аравинда Гош; Аравинд означава „лотос“ – на бенгалски се произнася Ауробиндо), в семейството на английския възпитаник д-р Кришнан Д. Гхош и Сварналата Деви.
Д-р Гхош, който живял в Британия и следвал медицина в Университета Абърдийн, бил твърдо убеден, че неговите деца трябва да получат английско образование, без каквото и да било индийско влияние. Поради това той изпраща младия Ауробиндо и неговите братя в английското училище „Лорето Конвънт“ в Дарджилинг. На 7-годишна възраст Ауробиндо е преместен, заедно с двамата си по-големи братя Манмохан и Бенойбусан, в Манчестър, Англия, с помощта на мистър и мисис Древет – англикански свещеник и неговата съпруга. Отлично подготвен по латински и други дисциплини от мистър Древет, Ауробиндо без затруднение взима приемните си изпити за училището „Св. Павел“ в Лондон. Там той изучава гръцки и латински език. Последните три години в „Св. Павел“ прекарва в четене на литература, и по-специално английска поезия. Получава награда по литература (Butterworth Prize), награда по история (Bedford Prize) и стипендия за един от местните колежи, както и за Кралския колеж в Кеймбридж.
През 1893 г., на 21 години, се завръща в Индия.

### Революционна дейност (1893 – 1910)
След завръщането си Шри Ауробиндо се ангажира сериозно с революционна дейност и се посвещава на независимостта на Индия. Свързва се с други революционери като Бипин Пал и Б. Чатърджи. Той е изненадан от слабостта на Конгреса и е първият лидер, който настоява за пълна независимост на Индия. Издава националистическия бенгалски вестник Ванде Матарам („Да живее Майка Индия“).
През 1907 г. присъства на Конвенцията на индийските националисти, където е видян като новия лидер на движението. По това време Рабиндранат Тагор написва писмо лично до него, в което пише:
| „ | Рабиндранат, O Ауробиндо, се прекланя пред теб! O приятелю, приятел на моята родина, O Глас въплътен, свободен, От душата на Индия....Огненият пратеник, който с факлата на Бога идва...Рабиндранат, O Ауробиндо, се прекланя пред теб“. | “ |

В този период започва интересът му към йога. Преориентирането от политическа активност към духовността се случва постепенно, първо във Вадодара (тогавашната Барода) под духовното наставничество на Махараштрийския Йогин – Вишну Бхаскар Леле. И след това, по време на съдебния процес в Алипор, като затворник в централния затвор в Калкута. Упоритото му четене, практика и изучаване на ученията от Бхагавад Гита допринесли за поредица мистични преживявания. Шри Ауробиндо твърди, че е бил посещаван в медитациите си от прочутия Свами Вивекананда, индуски философ от много голяма важност за Адвайта Веданта, който напътствал Шри Ауробиндо в един много важен аспект от неговата духовна практика. За три дни успява напълно да опразни ума си от мисли и влиза в състояние на нирвана. Все пак освобождението на Индия си остава негова основа цел.
През 1908 г., един от определящите моменти в индийското националистическо движение, е образуван съдебен процес с 49 обвиняеми и 206 свидетели, 400 дописки и 5000 веществени доказателства – включително бомби и револвери. Оказва се, че английският съдия C. П. Бийчкрофт е бил студент заедно с Ауробиндо в Кеймбридж. Главният прокурор Ердли Нортън показва зареден револвер до папката с документи по време на процеса. Случаят с „Шри Ауробиндо“ повдига Читараниан Дас, който казва в заключението си до съдията:
| „ | В моето обръщение към вас искам да заявя, че дълго след като тази дискусия затихне в тишина, дълго след като тази бъркотия, това вълнение и този смут престанат, дълго след като той (Шри Ауробиндо) бъде мъртъв и вече няма да го има, той ще бъде видян като поет на патриотизма, като проповедник на национализма и любител на човечеството. Дълго след като той ще е вече мъртъв и си е отишъл, неговите думи ще отекват и ще се повтарят, не само в Индия, но отвъд далечни земи и морета. По тази причина ви казвам, че този човек в неговото положение не само седи по-високо от съдебната скамейка на този съд, но и по-високо от съдебната скамейка на Висшия съд на Историята. | “ |

Делото продължава цяла година. Шри Ауробиндо е оправдан. Скоро след това Ауробиндо стартира два седмичника в местната преса – „Кармайогин“ на английски и „Дхарма“ на бенгалски език. Така или иначе става ясно, че британското правителство няма да толерира неговата националистическа програма, по думите на лорд Минто за него: „Само мога да повторя, че той е най-опасният човек, който трябва да вземем под внимание.“
Търсен и гонен от индийската полиция, на 4 април 1910 г. най-накрая намира убежище заедно с други националисти във френската колония в Пондичери.

### Духовна мисия (1910 – 1950)
През 1914 г., след 4 години усърдни занимания с йога в Пондичери (сега – Пудучери), Шри Ауробиндо създава Ариа – месечна рецензия от 64 страници. През следващите шест и половина години публикува най-важните си писания, които се появяват написани на части. Сред тях са „Животът божествен“, „Синтезът на Йога“, „Есета върху Гита“, „Тайната на Веда“, „Химни за мистичния огън“, „Упанишадите“, „Основи на индийската култура“, „Война и самоопределение“, „Човешкият цикъл“ (преведен и публикуван на български), „Идеалът за човешко единство“ и „Бъдещата поезия“. По-късно Шри Ауробиндо преглежда и допълва някои от тези писмени трудове, преди да бъдат издадени в книги.
Малко по-късно написва малка книжка, озаглавена „Майката“, която е публикувана през 1928 г. и е нещо като „инструкционен наръчник“ за практиката на „Интегралната Йога“. В тази кратка книжка, Шри Ауробиндо пише за Божествената Майка, съзнанието и силата на Всевишния, и за „Четирите велики аспекта на Майката, четири от нейните водещи Сили и Индивидуалности (които) стоят най-отпред в нейното ръководство на Вселената и нейните вземания-давания със земната игра...“ Също пише за условията на осъществяване чрез „Садхана“ или йога, за да бъде по-голяма възприемчивостта към благодатта (Grace) на Майката. Той обяснява също и своята гледна точка за парите и благосъстоянието: „Парите са видимият белег на универсална сила и тази сила, в своята изява на земята, работи на виталния и физическия планове и е наложителна за пълнотата на външния живот. По своя произход и в своето истинно действие тя принадлежи на Божественото. Но подобно на други движещи сили на Божественото, тя е делегирана тук със своите права и в невежеството на нисшата Природа може да бъде узурпирана за нуждите на егото или държана от Асурически влияния и извратена в тяхна полза. Нещо повече, това е една от трите сили – власт, пари, секс – които притежават най-силна привлекателност за човешкото его и за Асура, и най-често техните носители не ги зачитат подобаващо и злоупотребяват с тях."
През 1926 г. Шри Ауробиндо се оттегля в уединение, за да задълбочи и ускори практиката на своята йога, но продължава да крепи своите последователи чрез интензивна кореспонденция. Писмата, повечето от които са писани през 30-те години, са хиляди. През 1949 г. тези писма са събрани и издадени в три тома на „Писма върху Йога“.
В последните 30 години от живота си Шри Ауробиндо работи върху една поема, започната по-рано, и тя става може би най-великото му литературно постижение. „Савитри“ е епична духовна поема в неримувана стихотворна форма с почти 24 000 стиха на английски език, израз на неговия духовен опит.
Въпреки че Шри Ауробиндо пише повечето от произведенията си на английски, най-значителните са преведени по-късно на следните езици, включително и индийските езици хинди, бенгалски, орийски, гуджаратски, марати, санскрит, тамил, телугу, каннада, малелям, както и френски, немски, италиански, холандски, испански, китайски, португалски, словенски, руски и на български. Голяма част от тях са достъпни в превод на руски в Интернет.
Шри Ауробиндо умира на 5 декември 1950 година в Пондичери на 78-годишна възраст.

## Майката
Духовният съратник на Шри Ауробиндо е Мира Алфаса, наричана Майката (или Мер на френски и понякога на български). Родена е в Париж на 21 февруари 1878 г. в семейство на баща – банкер от турски произход и майка – египтянка. За първи път посещава Пондичери на 29 март 1914 г. След година се връща във Франция заради избухването на войната, завръща се окончателно в Пондичери през 1920 г. и остава там до края на земните си дни.
Шри Ауробиндо я възприема като своя духовна и равноправна сътрудничка. След 24 ноември 1926 г., когато Шри Ауробиндо се оттегля в уединение, той оставя на нея да планира, да се грижи и да строи разрастващия се ашрам. По-късно, когато по време на войната семейства с деца започват да се присъединяват към Ашрама, тя основава и ръководи „Международен образователен център“ на името на Шри Ауробиндо (който с ръководните си експерименти в областта на образованието впечатлява наблюдатели като Джавахарлал Неру).
Когато Шри Ауробиндо умира през 1950 г., Майката продължава тяхната духовна работа, ръководи Ашрама и напътства последователите. В средата на 60-те години тя стартира проекта за Ауровил – международно селище, подкрепяно от ЮНЕСКО, близо до Пондичери, което да е място „където жени и мъже от всички страни могат да живеят в мир и нарастваща хармония над всякакви вероучения, политиканствуване и национални принадлежности“. Идеята е жителите на Ауровил да се стремят да живеят по-висш и истински живот, в който саморазкритието на вътрешната същност на човека и нейната изява да спомогне за изграждането на общество, базирано на духовни ценности.
Освещаването на Ауровил става през 1968 г. с церемония, на която представители на 121 нации и всички щати на Индия положили по шепа пръст в урна в центъра на града, като символ на единение между хората. Ауровил продължава да се развива и към октомври 2020 г. има 3257 жители от 59 националности.
Майката остава в Пондичери до смъртта си на 17 ноември 1973. Нейните безбройни метафизични и окултни преживявания, както и нейният опит по трансформиране на тялото, йога на клетките, от нейните последни двадесетина години са документирани на хилядите страници на 13 тома с нейни беседи, с нейния довереник Сатпрем и носят името „Дневникът на Майката“ (Mother’s Agenda).

## Философия

### Отвъд религиите
Шри Ауробиндо отрича една от главните концепции в индийската философия, според която Светът е Мая (Илюзия), а животът в себеотрицание е единственият път за освобождение от тази илюзия. Твърди, че е възможно не само да надминем човешката примитивност, но и да я трансформираме и да живеем в света както като освободени, така и като развиващи се човешки същества с ново по-висше съзнание и нова същност, която спонтанно да възприема действителните неща и да продължава във всяка същина, основана на вътрешната цялост, любов и светлина.

### Еволюционна философия
Шри Ауробиндо е заявил, че човекът е преходно същество. Той е преживял и описал плановете на съзнание и цялата стълбица от Незсъзнание до Абсолютното битие, сат-чит-ананда. Той твърди, че както в материята някога се е зародил живот, впоследствие в живота се е появил умът (в лицето на висшите животни и човека), така на менталния човек му предстои да бъде преобразен в свръхментален, който ще владее съзнание от по-високите пластове на еволюционната стълбица, наречено от него Свръхразум (Supermind) или супраментал. Тази следваща еволюционна стъпка ще направи възможен божествен живот на Земята, характеризиран от супраментала или истинното-съзнание, и трансформираните и обожествени живот и материална форма.

## Последователи на Шри Ауробиндо и Майката
- Сатпрем (1923 – 2007)
- Сисир Кумар Маитра (1887 – 1963)
- Шри Чинмой (1931 – 2007)
- Нолини Канта Гупта (1889 – 1983)
- Индра Сен (1903 – 1994)
- Рам Шанкар Мисра
- Шри Анирван (1896 – 1978)
- Павитра (1894 – 1969)